# チズゴケ
チズゴケ(Rhizocarpon geographicum)は、空気の汚染の少ない山地の岩に生育する地衣類である。それぞれの個体は、黒色の胞子に縁取られた平たい形をしており、互いに隣接して生育し、全体として地図やパッチワークのような外観を呈する。
チズゴケは、気候学者が氷堆石の年代を推定し、氷河前進の証拠を明らかにするのに広く用いられる。この方法は、地衣計測法(lichenometry)と呼ばれる。
地衣計測法は、岩で最も大きなコケが最も古い個体であるという前提に基づく。成長速度が分かれば、最大のコケの大きさから、その岩が堆積した年代の最小値を得ることができる。
異なる地域の成長速度は、墓石や石造建築物、年代が既知の氷堆石等の上に生育する最大のチズゴケの大きさを計測することにより得られる。

## 分布
チズゴケは広く分布し、露出した岩面のある寒冷地域のほとんどで見られる。北半球においては、シエラネバダ山脈、カナダのタイガ、グリーンランド、アイスランド、フェノスカンジア、シベリア等である。熱帯では、ペルーやコロンビアのアンデス山脈等の高地でしか見られない。さらに南では、パタゴニア、フォークランド諸島、南極の島々や南極半島で見られる。

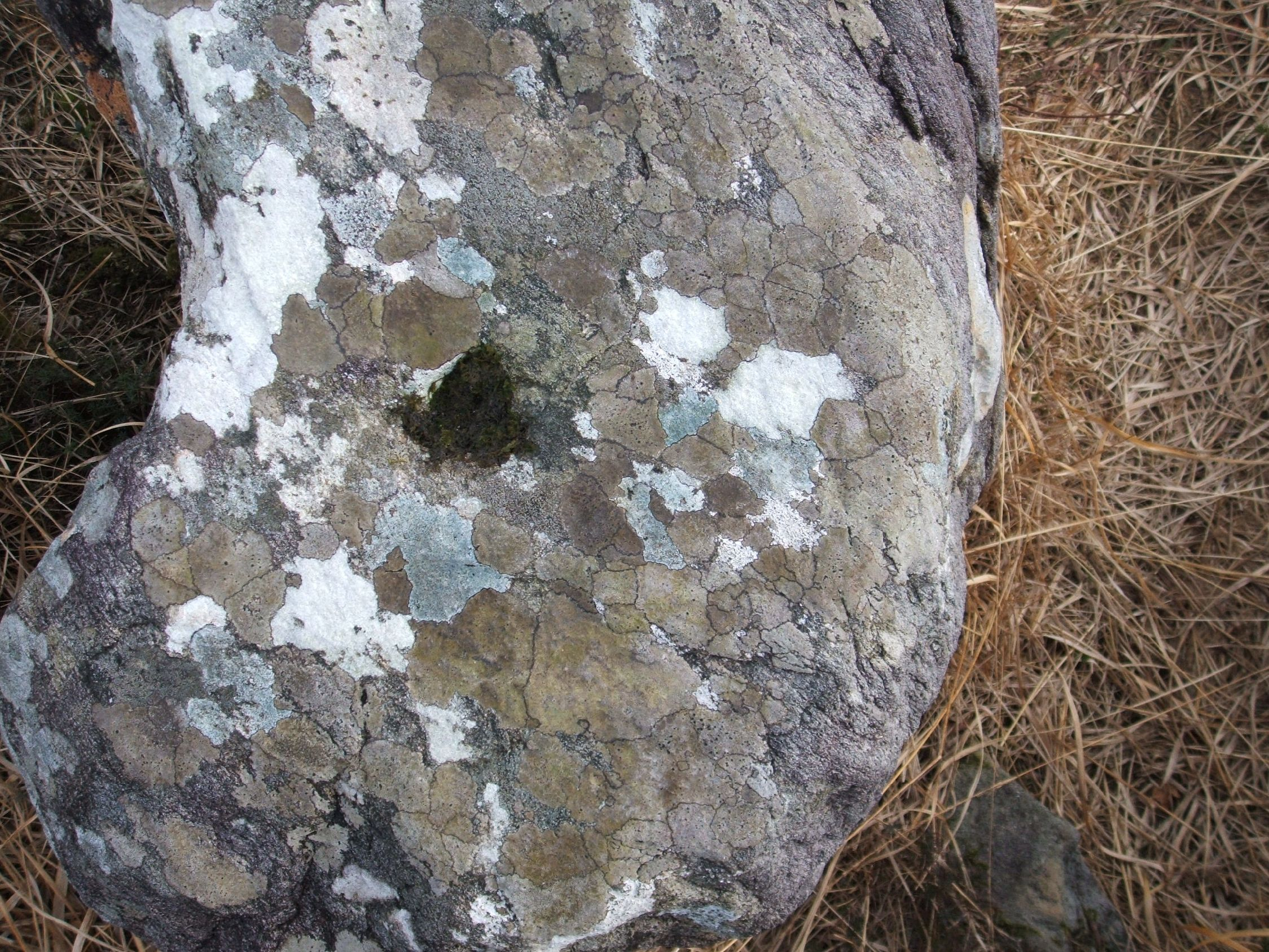

## 宇宙
チズゴケをカプセルに入れ、宇宙に打ち上げる実験が行われた。カプセルは宇宙で開き、チズゴケは15日間宇宙の環境に晒された後に地球に戻り、損傷は最小限であったことが示された。